# 報道におけるタブー
報道におけるタブー（ほうどうにおけるタブー）とは、特定のテーマにおいて大手メディアが協調して報道を控える様子やその内容のことである。

## 概説
日本では、キー局や全国紙など広範囲に影響を与えるメディアほど報道を自主的に控える傾向があり、こうした姿勢に対する批判も多数存在する。そのため、日本にも他社が報道しないことを報じていることを売り物にするマスコミもある。たとえば、現在休刊中の『噂の眞相』や自動車メーカーの広告を一切受け付けない『ニューモデルマガジンX』などのスクープ暴露系雑誌、日本共産党の機関紙『しんぶん赤旗』はタブーを打ち破る報道で世論を動かしてきたとアピールしている。

## 日本における具体例

### メディアタブー
メディアの権益に関わる問題、報道機関や従業員の犯罪や不正・不祥事（特に自社や系列傘下のもの）など、メディアに批判的な報道はされにくい傾向にある。TBSビデオ問題はその最たるものであった。新聞特殊指定廃止や新聞の軽減税率など新聞業界の権益に関わることは新聞や系列下にあるテレビ局では深く報じられることはなく、場合によってはそれに対して批判した政治家の発言をスルーした例も見られる。また、報道機関が権力の監視を掲げながら権力に阿った報道姿勢になっているとの声もある。高橋洋一は、テレビ局が相応の電波利用料を払っていないことに触れた上で、電波オークションについて番組内で触れるのはタブー視されている、と指摘している。
また、元官房長官の野中広務が、一部の著名ジャーナリストや主要メディアに対し内閣官房機密費から現金を渡したり高級飲食店で接待して政府寄りの報道をして貰っている実態を暴露し、長年の噂が露見した。しかし、大きく報道されることもなくタブー視されている。

### 記者クラブタブー
記者クラブは、加盟報道機関と行政機関とのなれ合い癒着が指摘される、日本の報道における最大のタブーといわれる。閉鎖性が堅固になったのは1969年の博多駅テレビフィルム提出命令事件最高裁判決以降である。
海外の報道機関も日本の特殊性をen:Kisha clubと称して批判している。

### 芸能プロダクションタブー
芸能関係者が犯罪加害者として報道される場合において、本来「容疑者」や「被告(人)」、「書類送検」と表記される部分を、「（元）メンバー」、「（所属）タレント」、「司会者」、「（狂言・歌舞伎）俳優」、「ボーカル」、「ギタリスト」、「落語家」、「書類送付」などと本人の芸能界での肩書きによる不自然な呼称表現で済まされることがある。
これらは、主に逮捕後処分保留で釈放された直後や略式起訴・在宅起訴で済まされた事例で多く、後述のように逮捕→起訴→有罪の場合はこの限りではない。
また、通常芸名を使用している人物にトラブルが発生した際に、本名と同姓同名または同音異字の著名人が別に存在する場合は、風評被害との兼ね合いから本名を大きく報じない場合がある。
しかし、当時読売テレビのアナウンサーだった道浦俊彦が「『メンバー』などの不自然な呼称をつけるのは、実名に肩書きをつけて報道するのが原則の在宅捜査に切り替わるにあたり、適当な呼称が存在しないからであり、芸能プロの圧力ではない」としている。
過去に吉本興業と松竹芸能事務所間で所属芸人の引き抜き合戦があったことに端を発したことから、両事務所のタレントが同じ場所に出演する場合、同時に他事務所のタレントを起用しなければならないといった慣例が続いている。一方、事務所から独立した個人事務所タレントである場合は制約も緩くなり、柔軟なバーター営業が可能となっている。2014年にはプロ野球パブリックビューイング企画で松竹芸能所属の森脇健児が吉本の劇場であるなんばグランド花月の舞台に立つという異例も起きた（森脇以外すべて吉本所属）。
それとは逆に、退社したアイドルグループのメンバーを、事務所の意向で報道しないケースもある。
その他にも劇団四季において、所属俳優がパワーハラスメントを受け自殺未遂事件を起こした際、報じたのは週刊文春と毎日新聞のみであった。
テレビ放送では、同一芸能人が出演する番組が他局番組（裏番組）と放送時間帯が重なること（裏被り）をタブー視している。
公正取引委員会による指摘もあり、近年薄れつつはあるが、芸能人が他の芸能事務所に移籍したり個人事務所を立ち上げて独立することは長年タブー視され、騒動を起こした芸能人は業界から締め出される者も多かった。放送出版メディアもそれを長年容認し、移籍独立騒動を起こした芸能人を批判的に報道し、番組出演させず「締め出し」に加担していた。
また、不正な取引慣行を続ける芸能界と政界の関係もメディア上で言及されることは稀である。

### スポンサー・広告代理店タブー
スポンサーから番組の制作費や広告収入を提供されることで事業が成立している民放（特に東京キー局において）では、広告媒体として視聴者のレスポンス、消費意欲を損ねうる番組内容は実現しにくいのが通例である。
2006年7月、朝日新聞がキヤノンとその子会社で法律違反の偽装請負が常態化していることを報道したが、大手スポンサーであるキヤノンの怒りを買うことを恐れた他の報道機関は後追い報道が散発的であった。さらにキヤノンの経営者が公然と「スポンサー契約を打ち切る」「法律の方が悪い」と放言したため、報道自体が終息した。
2008年6月1日、テレビ東京で放送された『新ニッポン人』において司会者の久米宏は「民放というのは、物が売れない、人々が物を買わないという番組は非常に難しい。よくこの番組ができたと思う」と皮肉を交えて述べた。また、CMを軽視する発言をした乱一世が一時的に番組から外された例がある。
このため、民放（特に県域放送、衛星放送局）で昼夜を問わず連日通販番組が多く放送されている。とりわけ一日の多くをテレビショッピングで占められている局が問題視されることはほとんどない（この批判は従来からあり、2011年には各局が量を明確に削減するよう求められた）。
近年はネットの使用率の増加とともに、テレビやラジオの視聴率や聴取率が減少しており、この手のタブーには広告代理店は以前よりも敏感になってきている。ニュース番組でのトップでも、一般人の引き起こした事件や一般人同士のトラブルが多く報じられるようになったのもそれが遠因のひとつとされている。
たとえば、2013年にホテルや百貨店の食品偽装問題が相次いで発覚し、それを最初に公表した新阪急ホテルはマスコミから大バッシングを受けたのに対し、それよりも前に食品偽装が発覚した東京ディズニーリゾート系のホテルに対してはマスコミはほとんど報じなかった。
また、旧グッドウィルなどの日雇い派遣会社で相次いだ違法行為が、旧グッドウィルが廃業する前年の2007年までマスコミに見過ごされてきた事例もある。
つまり、中小企業や大企業であっても民間放送への影響の小さい企業はこの限りではない。
大手広告代理店のタブーについては2015年の電通女子社員の過労自殺をめぐる集中報道をきっかけに破られつつあるが、広告代理店体質そのもののタブーはいまだ根強く存在する。また、オリンピックなどのスポーツイベントに関しては大手広告代理店が仕切っている為、森喜朗の失言や東京五輪のエンブレム問題については集中砲火的に報道するものの、招致やスポンサー認定に多額の裏金等が必要なことに触れないようにしている。
芸能人がCM出演すると、同業他社の商品を扱った番組への出演ができない（2019年6月放映のNHK「ブラタモリ」では、醬油製造工場を訪ねる場面だけ、当時別の醬油メーカーのCMに出演していた草彅剛はナレーターを外れた。）。
欠陥住宅がニュース番組で特集されることがあるが、往々にして地方の工務店が建てた住宅が対象であり、全国規模で業務展開しているハウスメーカーは、キー局のスポンサーになっていることが多く、これらの住宅が特集されることはほぼ皆無と言えるほど少ない。

### 財政・財務省タブー
マスメディアは財務省のプロパガンダに従って、緊縮財政を推進する立場で報道を行っているという指摘がある。
日本の国債を中心とした公的債務残高は対GDP比で拡大し、現在では200％を超えている。これを受け、財務省を中心とする政府や多数派の経済学者は消費増税や歳出削減などの緊縮財政を通じて財政再建を行うべきであるという主張をし、プライマリー・バランス黒字化目標を掲げ推進している。ただし、一般会計のみが対象で特別会計は含めていない。
一方で、日本国債が全て円建てで発行されているため、日本銀行を支配し円の発行権を持つ政府が国債の債務不履行を引き起こす可能性は極めて低く、公的債務残高や財政赤字の拡大を問題視する必要はないという主張も多数存在する。また緊縮財政政策を行えばGDPの毀損や税収の減少が発生し、却ってGDP比の債務残高が拡大する事を懸念して、プライマリー・バランス黒字化目標の破棄と積極財政を求める有識者も多い。現代貨幣理論の流行やコーンウォール・サミットもあり、緊縮財政が経済停滞の原因であるとして、増税に反対し積極財政を求める声は増加している。
しかし大手マスメディアは、このうち緊縮財政派の主張を一方的にプロパガンダする論調で言論を展開することがそうでない場合と比較して圧倒的に多く、反対派からは中立性に欠けると強く批判されている。
実際に読売新聞、朝日新聞、日経新聞等の大手新聞社は総論で消費増税に賛成しており、消費増税が実施された際もそれを前向きに評価する社説を掲げている。さらには、政府の予算編成関連の報道をする際も歳出拡大に釘を刺す意見を添えている。その論調は、国債発行を伴う政府の財政拡大が将来世代につけを回す無責任な放漫財政だという批判で一貫している。
玉川徹、村尾信尚などキー局や準キー局の報道番組や教養番組やワイドショーでオピニオンリーダーを務めていたりかつて務めていた出演者やジム・ロジャーズなどの大多数の投資家は、緊縮財政派の立場で一方的に意見を展開している。そして、積極財政を求める声やその論拠の説明は大手マスメディアの言論空間においては、ほぼ封殺されている。
また国税庁を配下に置く財務省が、消費税の新聞に対する軽減税率や税務調査権力を利用してマスメディアに圧力をかけている可能性も指摘されている。

### 桜タブー
桜タブーとは、日本の警察に関するタブーである。桜は警察の紋章、つまり旭日章に由来する。
桜タブーを破った事例として、『北海道新聞』が2004年1月より行った北海道警裏金事件の追及が挙げられる。2年間で1,400件の記事が掲載された一連のキャンペーンで北海道警察（道警）は組織的な裏金作りを認め、使途不明金約9億6,000万円の返還に追い込まれた。また北海道新聞は日本ジャーナリスト会議大賞・日本新聞協会賞・菊池寛賞・新聞労連ジャーナリスト大賞など、各賞を受賞した。
また、テレビ朝日の『ザ・スクープ』は桶川ストーカー殺人事件の検証報道において埼玉県警察の怠慢捜査が殺人に至った最大の原因であると暴き、徹底追及した結果、ついに警察に非を認めさせることに成功した。さらにメインキャスターの鳥越俊太郎が、『サンデー毎日』の記者時代にイエスの方舟事件で主宰の千石剛賢を匿っていたという過去からか、警察庁が総務省を介して番組打ち切りの圧力をかけるようになり、ついには製作元がこれに抗することができず、ローカル枠格下げを経て放送打ち切りに追いやられたとされている。ただし現在は不定期スペシャルとして継続している。
学校現場で生徒のいじめ自殺事件が起こると、大津いじめ自殺事件など報道機関は競ってその事柄を報道するが、警察内で起こったいじめ自殺事件は地方紙以外で大きく報じられることはまずない。警察の別件逮捕のやり方の問題についてはメディアではほとんど報じられることはない。冤罪に関しては定例記者会見での質問を一切受け付けないといった例もある。
なお、マスコミは警察24時などの警察活動に密着したドキュメンタリー番組を頻繁に制作しているが、マスコミ・警察双方が利益を享受しているとの指摘がある（同記事にて詳述）。

### 菊タブー
菊タブーとは、天皇や皇室への批判や毒のある風刺に対する社会的圧力などによるタブーである。菊は皇室の紋章である菊花紋章に由来する。特に右翼団体が、メディアの皇室報道を監視して「不敬」を発見すると「抗議」に押しかけて反省を促す事例が頻発し、トラブルを恐れたメディアが皇室報道に異常に神経を使う様をさす。
2019年に開催された「あいちトリエンナーレ2019」では「表現の不自由展・その後」という企画展において、昭和天皇の写真をガスバーナーで燃やす動画が展示され、ネットを中心に物議をかもした。その件に関して、報道が菊タブーを重視するどころか、民間人がそれ以上に菊タブーを重視し自重を求める例が出現しているという意見がある。

### 荊タブー
荊（いばら）は部落解放同盟の団体旗である荊冠旗に由来する。部落解放同盟をはじめとする一部の同和団体が政府の同和政策に癒着し、同和利権を構成していることについてマスコミが批判できない。また、一般的な事件の犯人や関係者が同和関係者であり、事件の本質的な原因として同和問題が関わっている場合であっても同和問題にはいっさい触れず、一般的な事件であったかのような報道をする傾向がある。
万が一、部落解放同盟をはじめとする同和団体を批判すると、部落解放同盟から確認・糾弾などを受け、強要や暴力行為の被害に発展する可能性もあるため、各社ともこうした問題には及び腰となっている。
しかし、21世紀に入ってから同和対策事業が終わり、部落解放同盟をはじめとする同和団体に関する問題点が徐々に指摘されるようになってきている。中でも毎日放送の関西ローカルのニュース番組『VOICE』による追及シリーズは群を抜き、スクープを連発し、大阪市など行政当局による不正な補助金支出をたびたび暴露した。

### アーレフタブー
Alephに改称したオウム真理教に関するこのタブーは、呼称と報道内容に対するものに分けられる。
呼称に対するタブーとしては、アーレフを報道する際に「オウム真理教（アーレフに改称）」などと必ず旧名称「オウム真理教」を中心にして報道され（単に「オウム」とだけ省略されることもよくある）、「アーレフ」のみまたは「アーレフ（旧オウム真理教）」のように「アーレフ」を中心にして報道することがまずない現象がみられる。アーレフから分派したひかりの輪に対しても「オウム真理教上祐派」のように報道されることがある。
報道内容に対するタブーとしては、マスコミが視聴者・読者からアーレフを擁護していると非難されることを恐れるあまり、教団を排斥する運動や、信者への微罪逮捕や別件逮捕を問題視した報道が避けられる傾向があると森は指摘している。また、麻原の出演した番組やTBSビデオ問題を取り上げる報道は2018年現在まで行われておらず、「今後も同じことが起こってしまうのではないか」との声もある。

### 鶴タブー
日本における多くのマスメディアが報道や出版において、宗教法人である創価学会に対する批判を控えることを指す。鶴タブーという名称は創価学会がかつて講として属していた日蓮正宗の紋が鶴であることに由来している。第一次宗創戦争で日蓮正宗と関係が悪化した1977年（昭和52年）以降、創価学会はシンボルマークとして八葉蓮華を用いているため「鶴」という単語で総称せず、現在は単に「創価タブー」と呼称することが多い。
鶴タブーという言葉は、1970年代にはすでにマスコミ界、言論界で広く流れていたという。創価学会、公明党およびそれに関する団体・信者からの抗議や訴訟などを懸念する。1970年代に創価学会批判本を出版した著者、出版社、取次店、書店などにさまざまな圧力がかけられた。これは「言論出版妨害事件」として社会の強い批判を浴び、池田大作会長（当時）が公式に謝罪している。
2000年代においても、創価学会を批判した『週刊新潮』などは、創価学会の機関紙『聖教新聞』や関連企業である第三文明社が出版する雑誌などで激しく批判されたり、裁判で訴えられたりしている。
1999年10月に公明党が与党入りしてから、出版社等は同党の政治的影響力を恐れ、各誌における創価学会批判は野党時代より減ったといわれている。
鶴タブーのごくわずかな例外として、1970年代の「言論出版妨害事件」を『しんぶん赤旗』が先駆けてスクープ報道し、他の大手マスメディアもそれに追随したことが挙げられる。21世紀に入ってからは、『週刊新潮』が山田直樹による「新『創価学会』を斬る」という連載を行い始めた。
2010年代になり、池上彰が選挙特番において、タブー扱いされてきた公明党と創価学会の関係性にも踏み込み、話題となった。

### 在日韓国・朝鮮人タブー
太平洋戦争後、在日本朝鮮人総聯合会（朝鮮総連）、在日本大韓民国民団、および在日韓国・朝鮮人の犯罪事件に関して積極的に報道することは、朝鮮総連が組織的な示威行為などを起こしたことからタブーとされてきた。しかし朝鮮総連に関しては北朝鮮による日本人拉致問題が露呈して以降、比較的タブー視されることなく報道されるようになった。
現在でも、在日韓国・朝鮮人の犯罪行為に関して本名ではない通名報道を行う報道機関もある。おもに朝日新聞・毎日新聞・テレビ朝日、TBSテレビ、NHK、まれに読売新聞などがあげられる（詳細は聖神中央教会事件を参照）。またこれと同様に、かつては在日朝鮮人、在日韓国人の著名人の出自を報じることも、張本勲・金田正一など自ら公表していた人物を別とすれば1980年代あたりまではなかばタブーであった（詳細は黒シール事件を参照）。 力道山は日本復興の英雄とされてきたが、彼が朝鮮民主主義人民共和国出身であると伝えることはプロレスラーへの転向後は生涯タブーとされてきた（大相撲力士時代は、普通に番付で朝鮮出身と明記されていた）。
但し、近年では在日の世代交代や時流などの影響もあって、孫正義や李忠成などは日本への帰化後も通名を使わず、またマスコミも在日であったことを大々的に報じるなど、出自を伝えること自体のタブーは以前と比較し薄れてきてはいる。

### 新疆ウイグル自治区タブー
ウイグル独立活動家から「新聞社やテレビ局は日中双方の新聞記者交換に関するメモのせいで中国に不利な報道ができない」「日本のマスメディアは中国にマイナスになる情報、真実を伝えない」という意見があった。チベット自治区や香港の情勢は伝えられてきたのに対し、ウイグルについての報道は2010年代米中対立が激化するまで様子見が続き、あまり行われなかった。
なお、1972年の日中国交正常化までは日本の大手マスメディア（新聞・テレビ放送）は、1964年のLT貿易で結ばれた「日中双方の新聞記者交換に関するメモ」の効力により、中国共産党政府の意向にそぐわない内容は報道できなかった。しかし、「日中双方の新聞記者交換に関するメモ」は日中国交正常化後の1973年に廃止されており、その後に結ばれた「日中両国政府間の記者交換に関する交換公文」は報道を規制するような条項は含まれておらず、この公文をもって報道機関の国外退去を求めることはできない。
そもそも、「日中双方の新聞記者交換に関するメモ」およびその後の「日中両国政府間の記者交換に関する交換公文」は国家間での取り決めであり特定社が協定を結んだり結ばなかったりできるものではなく、実際に先述の産経新聞社も「日中両国政府間の記者交換に関する交換公文」に基づいて、1998年に北京に中国総局を開設している。ちなみに（諜報活動などの明確な敵対行為の発覚以外ではほとんど実行されたことはないが）協定の有無に限らず、すべての主権国家は記者の滞在許可を取り消して国外に追放することが可能である。

### アメリカ合衆国タブー
アメリカ合衆国の日本に対する政策にもタブーが存在する。例えば年次改革要望書の中身については日本側に不利な内容が盛り込まれているにもかかわらず、マスコミはそのことについて殆ど取り上げず、またアメリカ側が日本側に要望する郵政民営化をはじめとする構造改革にしても小泉政権の改革の波に乗ったマスコミはその問題を殆ど取り上げることはなかった。またアメリカ企業による不祥事や問題点もマスコミでは大きく取り上げることはない。在日米軍の問題については基地が多数存在する沖縄県では頻繁に取り上げ、また全国紙でもしばし取り上げられるが、在日米軍のNHK受信料問題など取り上げない事柄も存在する。

### ユダヤタブー
イスラエル、そしてユダヤ人に対するタブーが、イスラエルとは比較的縁の薄い国である日本においても若干存在した（詳細は1995年に発生したマルコポーロ事件を参照）。ただし、ツンデル裁判の勝訴（ロイヒター・レポートも参照）ほか、ホロコーストの歴史修正主義的研究および訴訟が日本でも深く知られるようになり、以前ほどではなくなってきている。

### 核タブー
戦後、日本国憲法施行後の国会で民主的に決定された（とされる）「国策」を批判することは、民間放送局、NHKともにその放送基準で規制対象とすることを公開している。原子力の平和利用、特に原子力発電は1950年代より国策とされ、国（自民党政権による55年体制下、および東日本大震災発生までの民主党政権）の原子力発電推奨、および原子力発電所を運営する各電力会社の運営方針、あるいはたとえ事故が起こっても日本における原子力利用を積極的に批判することは避けられる傾向にある。
市民運動が盛んであった1970年代においてでさえ、朝日新聞などの左派の新聞社も原子力発電の存在自体は肯定的に報道している。電力会社がスポンサーについている民間放送局などにとってはスポンサータブーの一種と言えなくもないが、各放送局ともに国策批判を規制対象にすることを相当具体的に公開していることから、必ずしもこれは「タブー」に分類されるものだとは言えない。民間放送局でも、スポンサーについている電力会社の原子力発電所で深刻な事態が発生した場合などで、当該電力会社がスポンサーであるからという理由でその報道を控えることは視聴者からの信頼を失い、ほかのスポンサーとの契約に影響を生じて経営悪化に直結することになる。そのため、通常実施される、問題を起こしたスポンサーに対する処置と同じく速やかに契約解除を行うという前提がある。
核タブーの一例としては、BARAKAN MORNINGの2014年1月20日放送で出演者のピーター・バラカンが、複数の放送局から「都知事選終了まで原発の話題に触れるな」と言われたことを暴露している。

### 菱タブー
菱は、山口組の代紋である山菱に由来する。山口組を含む暴力団に対し、報復を恐れてマスコミは大々的に出版や報道することができないことを指す。いずれにせよ、山口組の分裂にともなう事件は随時報道され、抗争は常に報道されるなど昭和期ほどの制約ではない。

### 作家タブー
『週刊新潮』や『週刊文春』などの出版社系週刊誌が、小説家などの作家のスキャンダルを報道することができないことを指す。元木昌彦によれば、『噂の真相』が休刊したからだとしている。ただし、群像新人文学賞受賞作「美しい顔」における盗用嫌疑などは深く報じられており、作家の実力や犯罪に関するスキャンダルは報道されるようになってきている。

### スポーツタブー
メディアにおいて、スポーツに対する批判や不祥事などの報道することができないことを指し、以下のようななものがあるが、真偽は定かではない。
- 「健全な魂は健全な体に宿る」という出典の一部だけを切り取って捻じ曲げた解釈により、スポーツは「健康的ですがすがしい」という虚構が作り上げられている。そのため、スポーツ界の暗部については触れない[53]、または顕在化し覆い隠せないもののみを表面的に報道するだけにとどまっている。
- スポーツやその練習で発生する負傷や死亡事故、健康リスクについては、根本的な問題には触れず[54]、ちょっとした不幸なアクシデントというスタンスでしか報道しない。
- 横行している運動部やスポーツにおけるいじめ、暴行、性暴力については、「加害者個人の資質」と矮小化し、スポーツ界の体質や因習には触れないようにしている[55][56]。
- ドーピングや暴力指導[57][58]などについても、個人やその国の体質と矮小化し、スポーツ界そのものに潜んでいる勝利至上主義や人権無視などの体質については触れないようにしている。
- 国民体育大会において開催県が優勝することが恒例となっているために、開催県が有利な組み合わせや「ジプシー選手」と呼ばれる開催県を渡り歩く国体優勝請負選手や指導者の存在、裏金なども公然の秘密となっている。
- 運動部の活躍を看板にして生徒集めをしている学校[59]において、運動部員が「授業を受けずに単位を取得していること」が公然化していることに全く触れない。
- 有望な選手が入学したりプロスポーツ団体に入団するときに、指導者や家族、学校に多額の裏金が渡されていることが公然の秘密となっている（裏金#賄賂の意味での裏金参照）。
- 箱物行政のうち、大規模なスポーツイベントのために建設整備された施設が、イベント終了後にほとんど使用されずに、維持費だけでも多額の経費が掛かっている事実を[60][61][62]「無駄な公共事業」と言うことができない。
- スポーツ界、スポーツ経験者や愛好者が多数を占める組織においては、理不尽で体罰や人権を無視したことが「体育会系だから」と容認され[63]、批判すら許されない。

2015年ごろから発覚した読売ジャイアンツ所属選手による野球賭博問題の際には、読売巨人軍の親会社である読売新聞グループ（読売新聞社・報知新聞社・日本テレビ）でこの問題を取り上げることが少なかったという声が多い。
このようなタブーは巨人に限らず、他球団でも存在するとされており広島県のマスコミ（主に中国新聞や中国放送など）がマツダスタジアムのビジターパフォーマンス席のカープファンによる買い占め問題や分割縮小、緒方孝市の監督時代の野間峻祥への暴力行為など、広島東洋カープに関する批判や問題点を事例によっては事実を簡潔に伝える程度にするなど、県外メディアと比較して詳細に報道することを避けている面がある。
また、福岡県のマスコミ（在福テレビ局各社や西日本スポーツ）も福岡ソフトバンクホークス関連の報道に対し同様の側面がある。
一方で、中日ドラゴンズの場合は親会社でもある中日新聞社の関係者による落合博満の采配に対する批判が、落合の監督退任後に公式ファンクラブ会報に公然と掲載されるなど、グループ内でのタブーが薄い面がある。
近年では、プロ野球選手のドーピング違反や献金が即座に報じられるなど、かつてほどのタブーでは無くなってきている。

### 地方と都市の格差に関するタブー
地方と都市の学力格差（教育格差）・経済格差・文化格差については、多くのキー局は報道を避ける傾向にある。
2010年代に入ると、地方から都市へ逃れることのできた団塊ジュニア以降世代の人間の手によって、地方と都市の格差タブーが指摘されるようになってきた。

### 災害・犯罪タブー
災害・犯罪タブーとは、大規模な災害、犯罪が発生すると、類似の事例・創作物がタブー視されて放送メディアが取り扱えなくなることである。
1995年に発生した一連のオウム真理教事件では、事件そのものが国民に大きな衝撃を与えるとともに、教団内部で使用されていた言葉（ポアなど）も巷間で大いに流行った。しかし、その年度の流行語大賞では、教団関連用語は全て外された。
東日本大震災発生以前、テレビでの「世界衝撃映像」などの番組では海外で発生した津波映像、地震映像は定番であったが、震災によりそれを超える衝撃映像が数多撮影された。しかし、震災の悲惨さを伝える番組でさえ視聴者からのクレームが殺到するようになり、「世界衝撃映像」系の番組から津波や地震の映像は姿を消した。
2021年10月31日に発生した京王線刺傷事件において、容疑者がジョーカーの主人公と同じ服装をしていたことなどから、その映画のテレビ放映ができなくなるだろうと報道された。

### 性犯罪タブー
性犯罪の報道では、被害者への配慮などから、証拠や具体的な証言が伏せられることがある。報道「しない」ことによって、読者が違和感を覚え、誤解や偏見による被害者への二次被害が考えられる。
判決文の内容を、メディアが端的にまとめることは難しい。また、性犯罪の場合、その内容から被害者の証言や物証が極力伏せられることがある。

## 諸外国の報道におけるタブー
欧米を中心とした諸外国、特にアメリカでは、理論化された「明白かつ現在の危険」基準がよく用いられる。表現の責任の所在は原則として個人であるため、タブーは表現者個人の中にそれぞれある。また、過去の歴史的経緯などから特定の内容の報道について、法律による一定の規制を課しているところもある。一方で「いちいち規制するものという概念」そのものがないことも多く、結果、日本以上に無数に存在している。

### ナチス・ヒトラー礼賛タブー
ナチス・ドイツ当時のユダヤ人へのヘイトクライムにより、世界、特に欧米ではナチスやヒトラーを礼賛することが徹底的にタブー視され、特にドイツでは民衆扇動罪（刑法第130条）により禁止、違反者は処罰対象とされている。フランスやドイツなどではユダヤ人を罵倒・差別することは法律で禁じられている。

### 戦時大統領タブー
政治学者の砂田一郎は著書(『アメリカ大統領の権力』)にて、「アメリカ合衆国では『戦時大統領制』という常時に対する制度が存在する」と主張している。また「戦時大統領（戦争を遂行する大統領）を報道にて批判してはならない」というタブーも存在すると主張している。砂田によれば、これを利用したのがアメリカ同時多発テロ事件およびイラク戦争当時のジョージ・W・ブッシュであるという。